# Ongwediva (Wahlkreis)
Ongwediva ist ein Wahlkreis in der Region Oshana im Norden Namibias. Verwaltungssitz ist die gleichnamige Stadt Ongwediva. Der Kreis umfasst eine Fläche von 222 Quadratkilometer und hat 27.396  Einwohner (Stand 2023).
Der Wahlkreis verfügt unter anderem über ein privates Krankenhaus.

## Wahlen
| Wahl | Name              | Partei | Stimmenanteil |
| ---- | ----------------- | ------ | ------------- |
| 1992 |                   |        |               |
| 1998 | Hinananya Nehova  | SWAPO  | 95,9 %        |
| 2004 | Silverius Ekandjo | SWAPO  | 97,0 %        |
| 2010 | Vinia Abisai      | SWAPO  | 90,9 %        |
| 2015 | Andreas Uutoni    | SWAPO  | 93,7 %        |
| 2020 | Andreas Uutoni    | SWAPO  | 58,7 %        |